# Fulda
Fulda (pronunciación en alemán: /ˈfʊlda/ⓘ) es una ciudad alemana en el estado federado de Hesse, sobre el río Fulda.

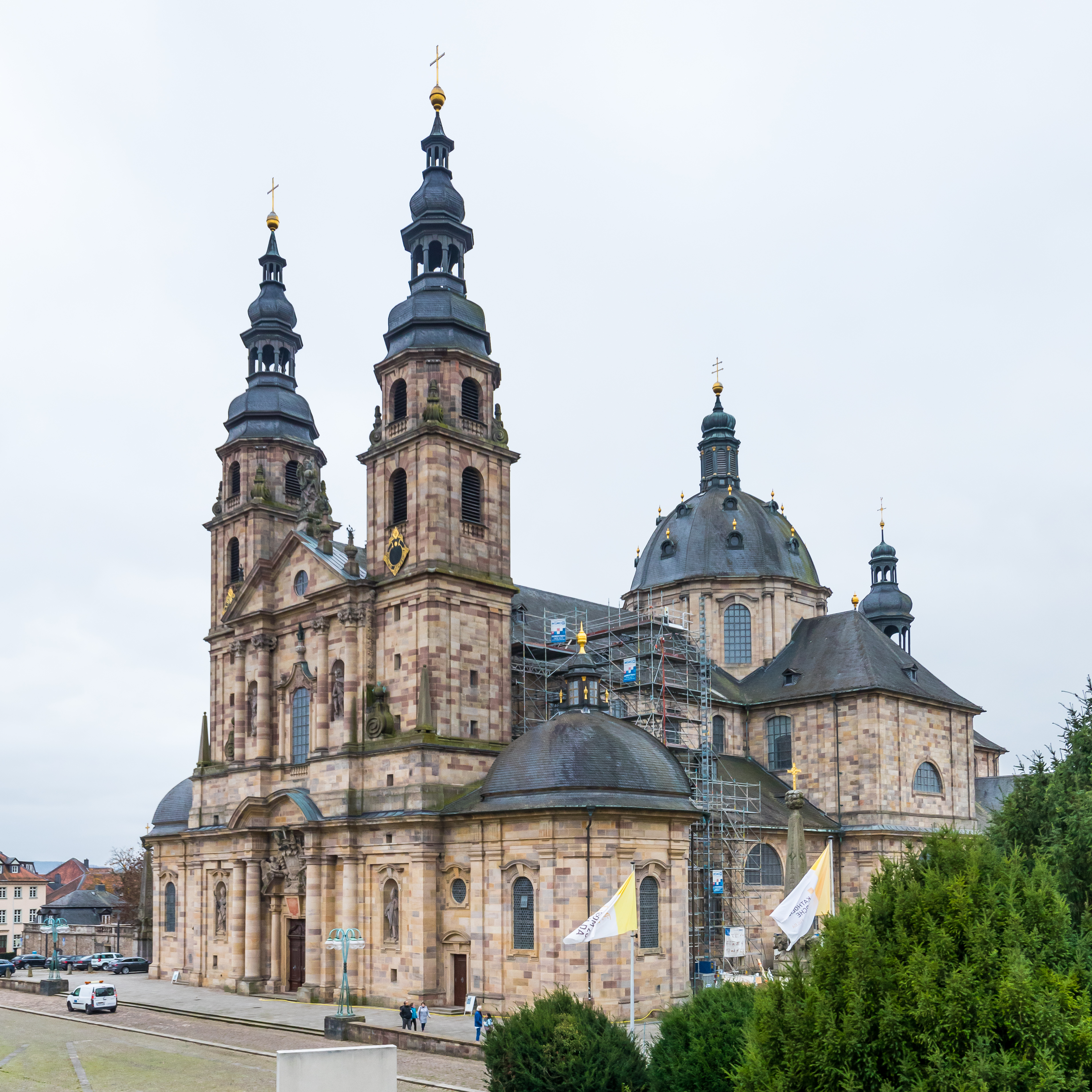
Catedral de Fulda, obra del arquitecto Johann Dientzenhofer.

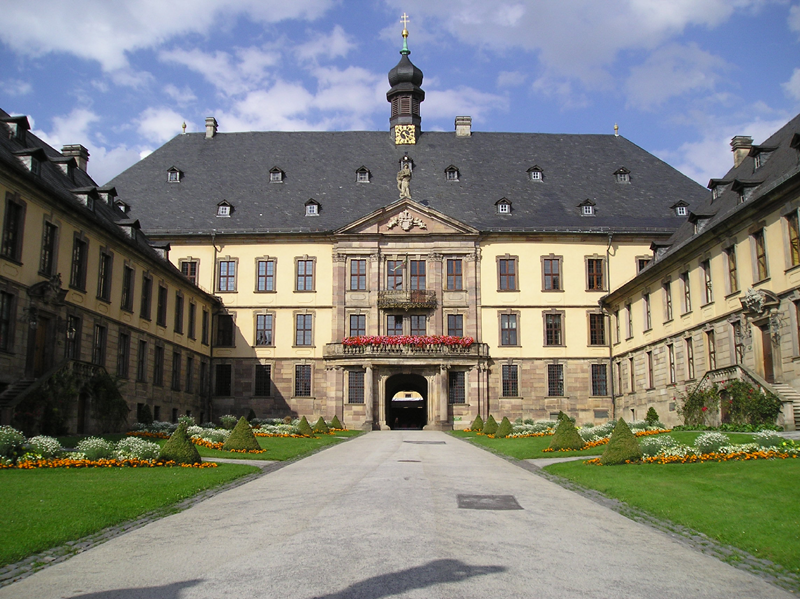
Palacio en Fulda.

## Historia
Fulda se encuentra en la gran cañada que desde tiempos prehistóricos atravesaba Alemania de este a oeste, por lo que ya en época merovingia existió aquí una fortaleza.
Para apoyar su trabajo misionero en Alemania, San Bonifacio fundó aquí la primera iglesia en el año 742 y en 744 la abadía de Fulda, en la que sus restos serían inhumados y que estaba destinada a ser uno de los principales centros culturales de la Europa septentrional. En torno a ella se iría formando una aglomeración urbana. El segundo abad del monasterio fue Baugulfo.
Una pequeña iglesia edificada en 751 fue reconstruida después de 790 como una nave basilical cuyo ábside estaba flanqueado por dos torres redondas.
Fulda fue visitada hacia el año 965 por el viajero hispano-judío Ibrahim ibn Ya'qub, quien describió la abadía y los tesoros de la iglesia.

## Geografía
Fulda está localizada a 100 km al norte de Fráncfort del Meno.
Hasta la reunificación alemana, Fulda se encontraba cerca de la frontera interalemana. Desde entonces Fulda ha recuperado el lugar en el centro del país. Así Berlín, Colonia, Hamburgo, Múnich, están a un máximo de tres horas de viaje. Sin embargo, el centro geográfico de la Unión Europea se halla en una localidad cercana, Gelnhausen.
La región del Rhön consta de zonas pantanosas altas y más de mil cumbres. Por ello la Unesco ha incluido a la región entre las 14 reservas de la biosfera en Alemania.

## Economía
En Fulda se mantiene la tradicional industria de fabricación de neumáticos. También otras empresas se han asentado en la zona, principalmente en el sector de las tecnologías de la información.

## Cultura
Fulda contempló el nacimiento y la formación de la banda de power metal Edguy, y la ciudad los ha cobijado por mucho tiempo.